# Herschel Island
Herschel Island är en ö i Kanada.   Den ligger i territoriet Yukon, i den nordvästra delen av landet, 4 300 km nordväst om huvudstaden Ottawa. Arean är 116 kvadratkilometer.
Terrängen på Herschel Island är platt. Öns högsta punkt är 163 meter över havet. Den sträcker sig 14,1 kilometer i nord-sydlig riktning, och 18,5 kilometer i öst-västlig riktning.
Trakten runt Herschel Island består i huvudsak av gräsmarker. Trakten runt Herschel Island är nära nog obefolkad, med mindre än två invånare per kvadratkilometer.